# 卡瓦利诺 (奥伦塞省)
卡瓦利诺（西班牙語：Carballino），是西班牙加利西亚自治区奥伦塞省的一个市镇。总面积54平方公里，总人口12521人（2001年），人口密度232人/平方公里。